# Parc d'Ülejõe
 (avril 2025).
Le parc d’Ülejõe (en estonien : Ülejõe park), anciennement parc Tammsaare (en estonien : Tammsaare park) est un parc du quartier Ülejõe de Tartu en Estonie.

## Présentation
Le parc est situé entre Narva maantee et la rivière Emajõgi, dans le tronçon entre le pont Kaarsild et le pont Vabadussild. 
Le monument Hugo Treffner et le mémorial à Friedebert Tuglas sont situés dans le parc.
Le monument Hugo Treffner est situé sur le site de l'école privée d'Hugo Treffner, fondée par Hugo Treffner. 
Le monument est l'œuvre du sculpteur Mati Karmin et de l'architecte Tiit Trummal.
Le monument a été inauguré le 25 mai 1997.
Le mémorial Friedebert Tuglas est un mémorial construit pour le 100e anniversaire de la naissance de Friedebert Tuglas. Ses créateurs sont le sculpteur Edgar Viies et l'architecte Andres Mänd.

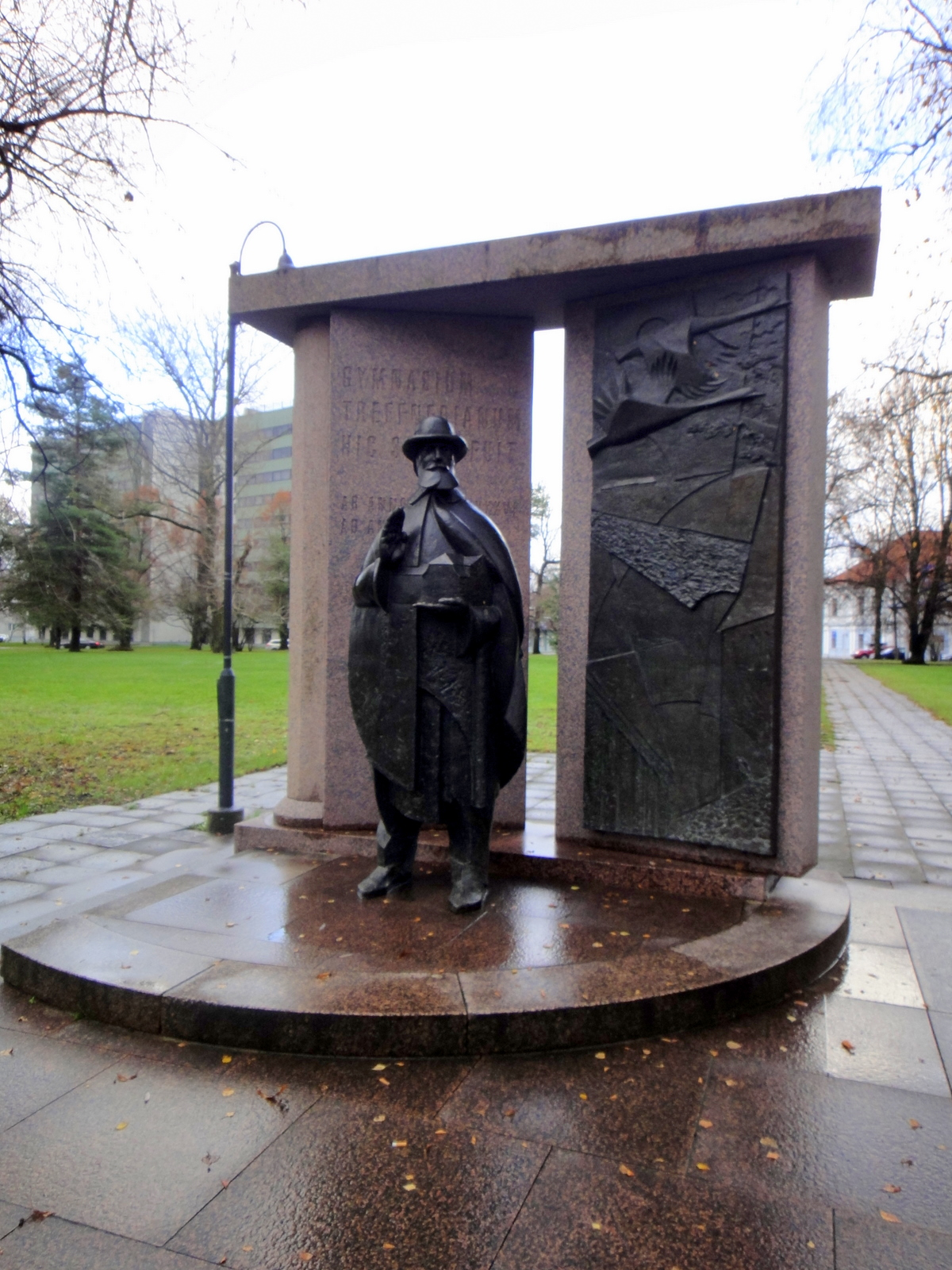
Monument d'Hugo Treffner